# Far de Fontes Pereira de Melo
El Far de Fontes Pereira de Melo (en portuguès: Farol Fontes Pereira de Melo) també conegut com a «Faro da ponta de Tomba ou do Tombo», o bé el Far de Boi, és un far que es localitza en la punta nord-est de l'Illa de Santo Antão, al costat de la població de Janela, a prop de 10 km al sud-est de la Vila des Pombas, al país africà de Cap Verd.
És una torre blanca octogonal amb maçoneria amb una llanterna i galeria, i 16 metres d'altura. En l'annex existeix un edifici a nivell de la planta baixa per a cuidadors de fars, abandonat i en males condicions.